# Quintus Fabius Postuminus
Quintus Fabius Postuminus war ein im 1. und 2. Jahrhundert n. Chr. lebender Angehöriger des römischen Senatorenstandes.
Durch ein Militärdiplom, das auf den 12. Juli 96 datiert ist, ist belegt, dass Postuminus 96 zusammen mit Titus Prifernius Paetus Suffektkonsul war; die beiden sind auch in den Fasti Ostienses aufgeführt, allerdings in umgekehrter Reihenfolge. Er wird in einem Brief (Epistulae IX, 13, 13) von Plinius erwähnt; als Plinius im Jahr 97 im Senat Anschuldigungen gegen Publicius Certus erhob, verteidigte Postuminus ihn.
Durch Inschriften ist belegt, dass Postuminus Statthalter (Legatus Augusti pro praetore) der Provinz Moesia inferior war; vermutlich war er im Amtsjahr 102/103 Statthalter. Durch eine weitere Inschrift und Münzen ist nachgewiesen, dass er Statthalter (Proconsul) der Provinz Asia war; vermutlich war er im Amtsjahr 111/112 Statthalter.